# ظهرة السويق (المخادر)

تعديل مصدري - تعديل

ظهرة السويق هي إحدى قرى عزلة السحول بمديرية المخادر التابعة لمحافظة إب، بلغ تعداد سكانها 237 نسمة حسب تعداد اليمن لعام 2004.